# Chiesa di San Vito (Nembro)
La chiesa di San Vito e Modesto  è un luogo di culto cattolico di Nembro, in provincia e diocesi di Bergamo, posto sul colle di Trevasco La chiesa è sussidiaria della parrocchiale di san Martino.

## Storia
La sua edificazione fu sicuramente voluta dagli abitanti la località di Trevasco, prevalentemente coltivatori, che trovandosi lontani dal centro di Nembro e quindi in difficoltà nei mesi invernali a presenziare alla celebrazioni liturgiche decisero di edificare un nuovo luogo di culto. Viene indicata nel testamento del 1461 di un certo Tonolo Brunelli come già presente, che citava:
(Giovanni Bergamelli - Archivio parrocchiale di Nembro)
L'edificio di culto era gestito dalla Confraternita di santa Maria e san Vito, che ne controllava le entrate e le proprietà con i benefici, fino alle soppressioni napoleoniche che portarono allo scioglimento della scuola.
La relazione della visita pastorale diocesana dell'arcivescovo di Milano san Carlo Borromeo del 1575 la descrive con tre altari di cui uno al santo titolare, uno a san Modesto e a san Rocco. La relazione però indica che due di questi si trovano in cattive condizioni e quindi ne venne ordinata la rimozione, ordinanza che non fu rispettata, trovando la presenza e descrizione dei medesimi in visite pastorali successive. Dalla relazione risulta che vi era la scuola della Beata Vergine con 25 membri che eleggevano due sindaci, un caneparo che ne amministrava i beni e un notaio.
La chiesa fu oggetto di manutenzione straordinaria tra il Seicento e il Settecento, e anche se non vi sono indicazioni certe, è stata sicuramente rinforzata la copertura del tetto e le chiusure dell'edificio, nonché la ristrutturazione della torre campanaria, lavori che modificarono l'orientamento della chiesa con la formazione del nuovo presbiterio. Anche nei primi anni dell'Ottocento vi furono lavori di abbellimento fino al 1804, che ci hanno consegnato la chiesa nella sua nuova linea architettonica con il nuovo coro, durante questi lavori l'edificio assunse un orientamento differente, l'antico altare maggiore .

## Descrizione

### Esterno
La chiesa si trova lungo l'antica strada che conduce a Selvino, con la facciata a capanna, anticipata da un piccolo sagrato, completa di copertura aggettante atta a riparare la facciata stessa e i fedeli. Il portale dalla linea semplice completo di paraste e architrave in pietra è posto centralmente alla facciata, e presenta una incisione con una datazione di difficile lettura, forse nel 1485. Accanto al porticato sul lato sinistro vi è un affresco mentre la parte superiore ospita una finestra ad arco atta a illuminare l'aula. Sul lato destro dell'edificio corre il porticato aperto con quattro colonne quadrate in muratura che reggono l'ampia ala del tetto. La parte ospita affreschi risalenti alla creazione della chiesa. Malgrado la loro datazione antica sono riconoscibili i santi Sebastiano, Pietro, Rocco, la Madonna col Bambino mentre altri lacerti restano di difficile lettura.

### Interno
L'interno si presenta a navata unica che si sviluppa in tre campate divise da due archi a ogiva mentre un terzo a sesto acuto anticipa la zona presbiteriale. Interessanti sono gli affreschi che la chiesa conserva risalenti alla sua costruzione o ai successivi primi anni del Cinquecento.
La prima campata conserva sul lato sinistro frammenti di affreschi raffiguranti santi e la Madonna col Bambino, la Madonna del Latte e altri santi di difficile identificazione. il lato destro presenta una Madonna in trono tra i santi Bernardino da Siena, Giovanni Battista e devoto, probabilmente il committente. La presenza di san Bernardino da Siena condurrebbe l'opera alla seconda metà del Quattrocento, essendo questo periodo che vide nella bergamasca l'attenzione al santo la cui presenza nella seconda decina del XV secolo in Bergamo fu molto importante, e che fu elevato agli altari nel 1450. Anche la seconda campata ospita a sinistra sopra l'ingresso laterale un dipinti raffigurante sempre la Vergine con santi, con l'iscrizione 1462. Due grandi tele sono poste nella terza campata raffiguranti a sinistra l'Assunzione di autore ignoto e a destra l'altare dedicato a san Rocco ornata dall'ancona lignea completa dei santi Rocco e Vito del VI secolo, e la Madonna vestita risalente al secolo successivo. L'ancona fu restaurata nel 1987 a opera della Provincia di Bergamo.
La zona presbiteriale a pianta quadrata e anticipata da due gradini termina con il coro absidato realizzato nel 1804.